# سقوط ارواد
سقوط ارواد (انگلیسی: Fall of Ruad) در سال ۱۳۰۳، آخرین نبرد جنگ صلیبی در اراضی مقدس بود تا آخرین پایگاه صلیبیون در اراضی مقدس سقوط کند. پس از سقوط عکا، تمامی اراضی و قلعه‌های صلیبیون توسط ممالیک سقوط کردند اما در سال ۱۳۰۰ با حمله پادشاهی قبرس به اراضی مقدس، طرطوس و نواحی همچون ارواد به تصرف نیروهای قبرس درآمد. برنامه این بود که یورش مشترکی توسط نیروهای صلیبی و مغول علیه ممالیک صورت بگیرد اما با عدم حضور نیروهای مفول، نیروهای صلیبی به قبرس عقب‌نشینی کردند و اندک نیرویی در قلعه ارواد مستقر شدند. در سال ۱۳۰۳ نیروهای ممالیک قلعه ارواد را محاصره و فتح کردند. با این که جنگ‌های صلیبی پس از آن وارد مرحله جدیدی شد اما مسیحیان دیگر نتوانستند مناطقی را در اراضی مقدس تا قرن ۲۰ میلادی و جنگ جهانی اول فتح کنند.